# Resistenza (Neffa)
| Recensione       | Giudizio |
| ---------------- | -------- |
| All Music Italia |          |
| Rockol           |          |

Resistenza è l'ottavo album in studio del cantautore italiano Neffa, pubblicato il 4 settembre 2015 dalla Sony Music.

## Descrizione
Anticipato a giugno dal singolo Sigarette, l'album si compone di tredici brani inediti, tra cui Giorni e giorni, originariamente composta durante le sessioni di lavorazione dell'album Arrivi e partenze del 2001, e Colpisci, secondo singolo estratto dall'album.
Il 12 febbraio 2016 l'album è stato ripubblicato con l'aggiunta dei singoli Sogni e nostalgia, presentato dal cantante al Festival di Sanremo 2016, e 'O sarracino, reinterpretazione dell'omonimo brano di Renato Carosone. Il 29 luglio 2016 è stato pubblicato per le stazioni radiofoniche italiane il singolo finale Un piccolo ricordo di Maria.

## Tracce
Testi e musiche di Giovanni Pellino, eccetto dove indicato.

### Edizione standard
1. Resistenza – 3:39
2. Colpisci – 3:01 (Giovanni Pellino, GnuQuartet)
3. Un piccolo ricordo di Maria – 3:42
4. Sigarette – 3:04
5. Per fortuna c'è il mare – 3:18 (Giovanni Pellino, Corrado)
6. Dubai (Why, Oh Why) – 3:06
7. Twit – 3:22
8. Occhi chiusi – 2:46
9. Realtà – 3:02
10. Lampadine – 3:10
11. Catalogo – 3:08
12. Ma Jolie – 2:53
13. Giorni e giorni – 3:07 (Giovanni Pellino, Valdemarin)

### Edizione speciale
1. Sogni e nostalgia – 3:04
2. 'O sarracino (ft. The Bluebeaters) – 2:49 (Giovanni Pellino, GnuQuartet)
3. Resistenza – 3:39
4. Colpisci – 3:01
5. Un piccolo ricordo di Maria – 3:42
6. Sigarette – 3:04
7. Per fortuna c'è il mare – 3:18 (Giovanni Pellino, Corrado)
8. Dubai (Why, Oh Why) – 3:06
9. Twit – 3:22
10. Occhi chiusi – 2:46
11. Realtà – 3:02
12. Lampadine – 3:10
13. Catalogo – 3:08
14. Ma Jolie – 2:53
15. Giorni e giorni – 3:07 (Giovanni Pellino, Valdemarin)

## Formazione
- Neffa – voce
- Paolo Emilio Albano – chitarra elettrica
- Christian Lavoro – chitarra acustica, lap steel guitar
- Cesare Nolli – basso
- Paolo Muscovi – batteria
- Patrick Benifei, Corradino Corrado – cori
- Roberto Izzo – violino
- Raffaele Rebaudengo – viola
- Stefano Cabrera – violoncello

## Classifiche
| Classifica (2015) | Posizione massima |
| ----------------- | ----------------- |
| Italia            | 14                |